# 1948 a vasúti közlekedésben
Ez a szócikk a 1948-ban történt vasúti eseményeket mutatja be.

## Események Magyarországon
- Április 11. - Ünnepélyesen elkezdődött az úttörővasút építése. A tervezésnél a MÁV szakemberei a leningrádi és moszkvai úttörővasutak példájából indultak ki[1]